# Павел Дуров
Павел Валеријевич Дуров (рус. Павел Валерьевич Дуров; Лењинград, 10. октобра 1984) руски је предузетник који живи у Уједињеним Арапским Емиратима, најпознатији је по томе што је оснивач друштвене мреже VK, а касније и апликације Telegram. Млађи је брат Николаја Дурова. Откако је смењен са позиције генералног директора компаније VK 2014. године, брат и он путују светом у самонаметнутом изгнанству као грађани Федерације Сент Кит и Невис. Током 2017. године, Павел је постао члан Светског економског форума (енгл. WEF) Младих лидера (енгл. YGL) као представник Финске. Према наводима Француског службеног гласника, Дуров је постао грађанин Француске 25. августа 2021. године. Од 16. јула 2024. нето вредност његовог богатства износи 15,5 милијарду долара.

## Породица
Дуровов деда, Семјон Петрович Тулијаков (енгл. Semyon Petrovich Tulyakov), био је војник у 65. пешадијском пуку у Другом светском рату. Учествовао је у биткама на Лењинградском фронту код Красноборског, Гатчинског и на другим местима. Био је рањен три пута због чега је добио oрден Црвене звезде и Отаџбинског рата другог степена, а на 40. дан победе у Другом светском рату, 9. маја, добио је и орден Отаџбинског рата првог степена. Међутим, након рата су га ухапсили.
Дуровов отац, Валери Семјонович Дуров (енгл. Valery Semenovich Durov), је доктор филолошких наука и аутор многих академских радова. Од 1992. године је шеф Катедре за класичну филологију на Филолошком факултету државног универзитета у Санкт Петербургу.

## Детињство, младост и школовање
Павел Дуров је рођен у Лењинграду (данашњи Санкт Петербург), али је већину свог детињства провео у Торину у Италији, где је његов отац био запослен. Дипломирао је са почастима 2006. године на Катедри за филологију на Филолошком факултету државног универзитета у Санкт Петербургу. Детаљи Дуровљеве младости и каријере су описани у књизи која је објављена 2012. на руском језику: Код Дурова. Истинита прича о VK и његовом оснивачу (енгл. The Durov Code. The True Story of VK and its Creator).

## Каријера

### VK
Дуров је 2006. године покренуо компанију VKontakte, познатију као VK, по угледу на Фејсбук. Док су он и његов брат Николај правили VKontankte веб-сајт, вредност компаније достигла је три милијарде америчких долара.
Дуров је 2011. године био умешан у сукоб са полицијом зато што је руска влада захтевала да уклони странице опозиционих политичара након избора за Думу 2011. године. Уместо да се повинује наређењима руске владе, Дуров је на свој профил поставио слику пса са исплаженим језиком који носи капуљачу, па је полиција отишла након сат времена јер им није отварао врата.
Павел је 2012. године поставио профилну слику на којој показује средњи прст, наглашавајући да је то његов званични одговор покушајима Mail.ru групе да купи VK. У децембру следеће године, Дуров одлучује да прода својих 12% компаније Ивану Таврину (у то време је Mail.ru група поседовала 40% акција компаније VK, а преосталих 48% је припадало компанији United Capital Partners). Касније је Иван Таврин ове акције препродао Mail.ru групи.

### Отпуштање из VK
Првог априла 2014. године Дуров је поднео оставку управном одбору, а како је компанија то јавно потврдила, испрва се веровало да оставка има везе са руско-украјинским ратом који је почео у фебруару исте те године. Међутим, само два дана након наводног подношења оставке, Дуров је тврдио како је у питању била првоаприлска шала.
Дуров је 16. априла 2014. године јавно одбио да руским безбедносним агенцијама преда личне податке о украјинским демонстрантима и блокира налог Алексеја Наваљног на друштвеној мрежи VK. Павел се, уместо тога, обратио путем свог VK профила и у објави приложио доказ о ономе што је руска влада од њега захтевала, тврдећи да су ти захтеви противзаконити.
Двадесет и првог априла 2014. године Дуров је разрешен дужности генералног директора компаније VK. Надлежни у компанији су тврдили како поступају по његовој оставци коју је поднео месец дана раније, а коју није опозвао. Дуров је онда тврдио да су компанију успешно преузели савезници Владимира Путина. Притом је сугерисао да су га збацили са позиције генералног директора компаније VK из два разлога. Пре свега, због одбијања да преда Федералној служби безбедности Руске Федерације (ФСБ РФ) личне податке корисника друштвене мреже VK, а затим због одбијања да преда податке чланова VK групе посвећене покрету отпора у Украјини. Недуго затим Дуров је напустио Русију тврдећи да „не планира да се враћа“ и да „земља тренутно није компатибилна за интернет пословање“.

### Телеграм
По одласку из Русије, Дуров је осигурао 300 милиона долара у готовини у швајцарским банкама и добио је држављанство Сент Китса и Невиса зато што је донирао 250 хиљада долара државној Фондацији за диверзификацију шећерне индустрије. То му је омогућило да оснује следећу компанију,Телеграм, која је фокусирана на креирање истоименог сервиса за слање шифрованих порука. Седиште Телеграма је првобитно било у Берлину, али је касније измештено у Дубаи. Након неког времена Дуров је, у покушају да монетизује све већи успех Телеграма, креирао криптовалуту „Грам“ и платформа ТОН.
У том пројекту је успео да прикупи 1,7 милијарди долара од инвеститора. Ипак, ове пословне подухвате је обуставила Комисија за хартије од вредности и берзе САД која је на суду тврдила да је „Грам“ заобишао одређене финансијске законе САД и да мора да врати сав уложен новац инвеститорима.
Током 2018. године, Русија је покушала да блокира Телеграм, наводно након што је компанија одбила да сарађује са руским снагама безбедности. Процурело је писмо једног од запослених у ФСБ РФ у којем је писало да је блокада заправо има везе са намером компаније да лансирa своју друштвену мрежу Telegram Open Network. За време покушаја блокаде, Министарство спољних послова Русије је наставило да води званичне канале на апликацији. Налог за блокадом је укинут 2020. године, након две година покушаја блокаде апликације, коју је компанија избегавала користећи технику смањења видљивости веб сајта (енгл. domain fronting). Званичан разлог за блокаду је то што је Телеграм пристао на „борбу против тероризма и екстремизма“ на платформи.

## Иметак
Павел Дуров је уврштен на листу милијардера часописа Forbes 2022. године са нето вредношћу богатства у износу од 15,1 милијарди долара. Његово богатство се умногоме може приписати власништву над Телеграмом. Од марта 2022. године Дуров је 112. најбогатији човек на свету.

## Приватни живот
Према часопису Forbes, Павел Дуров није ожењен, али има двоје деце. Живи у Дубаију. Добио је држављанство УАЕ 21. априла 2021.

## Лични ставови
Дуров себе описује као либертаријанца, вегетеријанца и особу која не пије алкохол. Током 2012. године је објавио манифестe у којима је детаљно описао своје идеје за унапређење Русије, а критичари су закључили да су ставови повезани са либертаријанизмом. На свој 27. рођендан, 2011. године, Дуров је донирао милион долара фондацији Wikimedia чији је оснивач и почасни председник такође либертаријанац Џими Вејлс.
Дуров тврди да води аскетски живот и промовише слободу од личне имовине.

## Признања
Дурова зову руским Марком Закербергом.
У августу 2014. године, именован је за најперспективнијег лидера Северне Европе који има мање од 30 година. Током 2017. позван је да се прикључи организацији Млади лидери као представник Финске.
Удружење казахстанских новинара је 21. јуна 2018. године Дурову доделио награду „за залагање против цензуре и мешања државе у слободну комуникацију грађана на интернету“.
Часопис Fortune је 2018. године уврстио Дурова на листу „40 испод 40“, која сваке године рангира најутицајније младе људе у свету бизниса.